# Rutesheim
Rutesheim település Németországban, azon belül Baden-Württembergben. Lakosainak száma 11 194 fő (2023. december 31.).

## Népesség
A település népessége az elmúlt években az alábbi módon változott:
| Lakosok száma | 5442 | 6923 | 7952 | 8291 | 8633 | 9326 | 9970 | 10 074 | 10 334 | 11 194 |
|               | 1961 | 1967 | 1974 | 1980 | 1987 | 1993 | 2000 | 2006   | 2013   | 2023   |